# جوديث مارتن
جوديث مارتن (بالإنجليزية: Judith Martin)‏ هي صحفية واقتصادية أمريكية، ولدت في 13 سبتمبر 1938 في واشنطن العاصمة في الولايات المتحدة.

## وصلات خارجية
- جوديث مارتن على موقع إن إن دي بي (الإنجليزية)